# Leponosandrus lepismoides
Leponosandrus lepismoides är en insektsart som först beskrevs av Walker, F. 1871.  Leponosandrus lepismoides ingår i släktet Leponosandrus och familjen Anostostomatidae. Inga underarter finns listade i Catalogue of Life.